# Вирасоро, Мигель Анхель (физик)
Мигель Анхель Вирасоро (исп. Miguel Ángel Virasoro; 9 мая 1940, Буэнос-Айрес, Аргентина — 23 июля 2021, там же) — аргентинский и итальянский физик-теоретик, работавший в области физики элементарных частиц и статистической физики, профессор Римского университета Ла Сапиенца (1981—2011).

## Биография
Мигель Вирасоро родился 9 мая 1940 года в Буэнос-Айресе, в семье аргентинского философа Мигеля Анхеля Вирасоро (у отца было такое же имя, как у сына).
С 1958 года Вирасоро изучал физику в Университете Буэнос-Айреса, после окончания которого продолжил там же работу в докторантуре. В 1966 году он завершил работу над диссертацией, а в 1967 году получил докторскую степень (Ph.D.). Тема диссертации — «Уравнение Клейна — Гордона и обобщённые преобразования меры» (исп. Ecuación de Klein Gordon y transformaciones de merida generalizada), научный руководитель — Карлос Гидо Боллини.
Летом 1966 года в результате военного переворота к власти в Аргентине пришёл генерал Хуан Карлос Онганиа, который отменил автономию университетов и применил силу для разгона недовольных его политикой преподавателей и студентов Университета Буэнос-Айреса («ночь длинных палок»). В течение нескольких месяцев после установления военной диктатуры страну покинули несколько сотен аргентинских учёных, среди которых был и Вирасоро.
По приглашению аргентинского профессора Эктора Рубинстейна Вирасоро приехал в Израиль, где до 1968 года работал в Институте Вейцмана. Помимо Рубинстейна, в этот период он сотрудничал с Габриэле Венециано, Марко Адемолло (Marco Ademollo) и другими авторами. После этого Вирасоро продолжил научные исследования в США: в 1968—1970 годах в Висконсинском университете в Мадисоне (там он работал вместе с Бундзи Сакитой и Кейдзи Киккавой), а затем, в 1970—1971 годах, в Калифорнийском университете в Беркли.
В 1971 году Вирасоро вернулся в Аргентину (к тому времени правление генерала Онганиа уже закончилось) и был избран деканом научного факультета Университета Буэнос-Айреса. В 1975—1976 годах он работал в Институте перспективных исследований в Принстоне (штат Нью-Джерси, США). Весной 1976 года в Аргентине произошёл ещё один переворот, в результате которого к власти пришла военная хунта во главе с Хорхе Рафаэлем Виделой. Вирасоро, находившийся в то время в США, был уволен из Университета Буэнос-Айреса и предупреждён о возможности ареста в случае его возвращения на родину.
В 1976 году Вирасоро переехал в Европу. Проведя год в Париже, с 1977 по 1980 год он работал в Туринском университете. В 1981 году Вирасоро стал профессором Римского университета Ла Сапиенца и работал там в течение 30 лет, вплоть до своего выхода на пенсию в 2011 году. В 1995—2002 годах он также был директором Международного центра теоретической физики в Триесте.
В 2011 году Вирасоро вернулся в Аргентину, где стал почётным профессором Национального университета Хенераль Сармьенто, расположенного в окрестностях Буэнос-Айреса.

## Научные результаты
Появившиеся в конце 1960-х годов работы Вирасоро и его соавторов, связанные с физикой элементарных частиц, впоследствии легли в основу теории струн. В 1968 году Габриэле Венециано предложил формулу (амплитуда Венециано), описывающую рассеяние открытых струн. В 1969 году Вирасоро обобщил эти результаты на случай замкнутых струн — соответствующая формула получила известность как амплитуда Вирасоро — Шапиро (англ. Virasoro-Shapiro amplitude).
В 1970 году Вирасоро предложил так называемую алгебру Вирасоро — бесконечномерную алгебру Ли, описывающую конформную симметрию мирового листа струны, вложенной в пространство-время. Суперсимметричная версия этой алгебры известна как супералгебра Вирасоро. В честь Вирасоро также назван ряд понятий, связанных с конформной теорией поля и теорией групп Ли, — группа Вирасоро, гипотеза Вирасоро, конформный блок Вирасоро, минимальная модель Вирасоро и другие.
В соавторстве с Джорджо Паризи, Марком Мезаром и другими физиками Вирасоро опубликовал ряд работ о свойствах спиновых стёкол и других объектов статистической механики. Результаты этих исследований были собраны в вышедшей в 1986 году монографии «Теория спиновых стёкол и за её пределами: введение в метод реплик и его применения» (англ. Spin glass theory and beyond: An introduction to the replica method and its applications).
В последние годы своей работы в Италии, а также после возвращения в 2011 году в Аргентину, одним из направлений исследований Вирасоро была возможность применения физических теорий к финансовому моделированию.

## Награды и премии
- Стипендиат Гуггенхайма (1987)[12].
- Премия Раммаля Французского физического общества[фр.] (1993)[13].
- Иностранный почётный член Американской академии искусств и наук (1998)[14].
- Премия Энрико Ферми[англ.] Итальянского физического общества[итал.] (2009)[15].
- Медаль Дирака Международного центра теоретической физики (2020)[7].

## Некоторые публикации

### Книги
- M. Mézard, G. Parisi, M. Virasoro. Spin glass theory and beyond: An introduction to the replica method and its applications. — World Scientific Publishing, 1986, 476 p. ISBN 978-9971501167

### Статьи
- M. A. Virasoro. Alternative constructions of crossing-symmetric amplitudes with Regge behavior, Physical Review, 1969, v. 177, No. 5, p. 2309-2311, doi:10.1103/PhysRev.177.2309
- K. Kikkawa, B. Sakita, M. A. Virasoro. Feynman-like diagrams compatible with duality. I. Planar diagrams, Physical Review, 1969, v. 184, No. 5, p. 1701—1713, doi:10.1103/PhysRev.184.1701
- M. A. Virasoro. Subsidiary conditions and ghosts in dual resonance models, Physical Review, 1970, v. D1, No. 10, p. 2933-2936, doi:10.1103/PhysRevD.1.2933
- M. Mézard, G. Parisi, N. Sourlas, G. Toulouse, M. Virasoro. Nature of the spin-glass phase, Physical Review Letters, 1984, v. 52, No. 13, p. 1156—1159, doi:10.1103/PhysRevLett.52.1156
- R. Rammal, G. Toulouse, M. A. Virasoro. Ultrametricity for physicists, Reviews of Modern Physics, 1986, v. 58, No. 3, p. 765-788, doi:10.1103/RevModPhys.58.765